# Ангел Петров
Ангел Петров Христов е български политик от БКП.

## Биография
Роден е на 20 януари 1920 г. в село Шишковица, Османпазарско. Член е на РМС от 1936 г. и на БКП от 1945 г. Работи като учител. Известно време е началник на Окръжното управление „Сортови семена“ във Варна и завеждащ отдел в Окръжния комитет на БКП в града. Бил е член на Бюрото на Окръжния комитет на БКП, както и секретар по стопанските въпроси в Окръжния комитет на БКП във Варна. От 1971 до 1976 г. е член на Централната контролно-ревизионна комисия при ЦК на БКП.